# Mehr nicht erschienen
Die Redewendung Mehr nicht erschienen, auch abgekürzt als M.n.e. oder MNE, wird in Bibliografien und insbesondere von Antiquariaten gebraucht. Mehr nicht erschienen sagt, dass bei mehrbändigen Werken, die nicht vollständig erschienen sind, außer den hier aufgeführten Bänden nichts mehr herausgekommen ist.